# Santa Claus (Geòrgia)
Santa Claus és una població dels Estats Units a l'estat de Geòrgia. Segons el cens del 2008 tenia 250 habitants.

## Demografia
Segons el cens del 2000, Santa Claus tenia 237 habitants, 79 habitatges, i 53 famílies. La densitat de població era de 508,4 habitants/km².
Dels 79 habitatges en un 31,6% hi vivien nens de menys de 18 anys, en un 48,1% hi vivien parelles casades, en un 12,7% dones solteres, i en un 32,9% no eren unitats familiars. En el 21,5% dels habitatges hi vivien persones soles l'1,3% de les quals corresponia a persones de 65 anys o més que vivien soles. El nombre mitjà de persones vivint en cada habitatge era de 3 i el nombre mitjà de persones que vivien en cada família era de 3,06.
Per edats la població es repartia de la següent manera: un 22,4% tenia menys de 18 anys, un 17,7% entre 18 i 24, un 28,7% entre 25 i 44, un 24,9% de 45 a 60 i un 6,3% 65 anys o més.
L'edat mediana era de 30 anys. Per cada 100 dones de 18 o més anys hi havia 109,1 homes.
La renda mediana per habitatge era de 28.750 $ i la renda mediana per família de 32.857 $. Els homes tenien una renda mediana de 27.250 $ mentre que les dones 15.750 $. La renda per capita de la població era de 13.669 $. Entorn del 13,2% de les famílies i el 20,3% de la població estaven per davall del llindar de pobresa.

## Poblacions més properes
El següent diagrama mostra les poblacions més properes.